# Іх-Уул
Іх-Уул (монг. Их-Уул) – сомон Завханського аймаку, Монголія. Територія 3,8 тис. км. км², населення 7,0 тис. Центр сомону Буянт-Ухаа розташований на відстані 580 км від Улан-Батора, 175 км. від міста Уліастай.

## Клімат
Різкоконтинентальний клімат.

## Соціальна сфера
Є школа, лікарня, сфера обслуговування